# Amer
Amer és una vila i municipi, a la comarca de la Selva, situat a l'extrem septentrional de la comarca. Amb una població de 2.281 habitants (2014) i una superfície de 40,05 km², té una densitat de població de 56,95 hab/km².
Amer, pertanyent al bisbat de Girona, es troba a 20 km de Santa Coloma de Farners, a 25 km de Girona i a 28 km d'Olot. El municipi se situa a la vall del riu Brugent; antigament anomenat Amera, afluent del Ter. El nucli de població més poblat és la vila d'Amer, amb 1.919 habitants, seguida de Solivent, amb 191, i la Costa de Santa Brígida, amb 50, tots situats a la riba del Ter.
Des de temps immemorials que les muntanyes d'Amer han estat poblades, anant agrupant la gent i creant l'actual vila. Als primers temps la vila va tenir un fort creixement, apareixent al segle xii les primeres dades del seu mercat setmanal. Des d'aleshores fins a l'actualitat el municipi ha estat marcat per diversos moments històrics, com el terratrèmol del 1427.

## Etimologia
L'origen del topònim d'Amer és desconegut; hi ha diverses teories que n'explicarien l'origen:
- La primera és que prové del llatí aquae merae, que significa "aigües pures". Aquesta teoria és proposada per Manuel de Montoliu (1877-1961).[2]
- L'altra sosté que prové d'un nom de persona llatí, Amarius, derivat d'Amarus.[2]
- Una altra teoria és que el terme prové del riu Amera, tal com s'anomenava antigament al riu Brugent, que travessa la vall.[3]

## Història

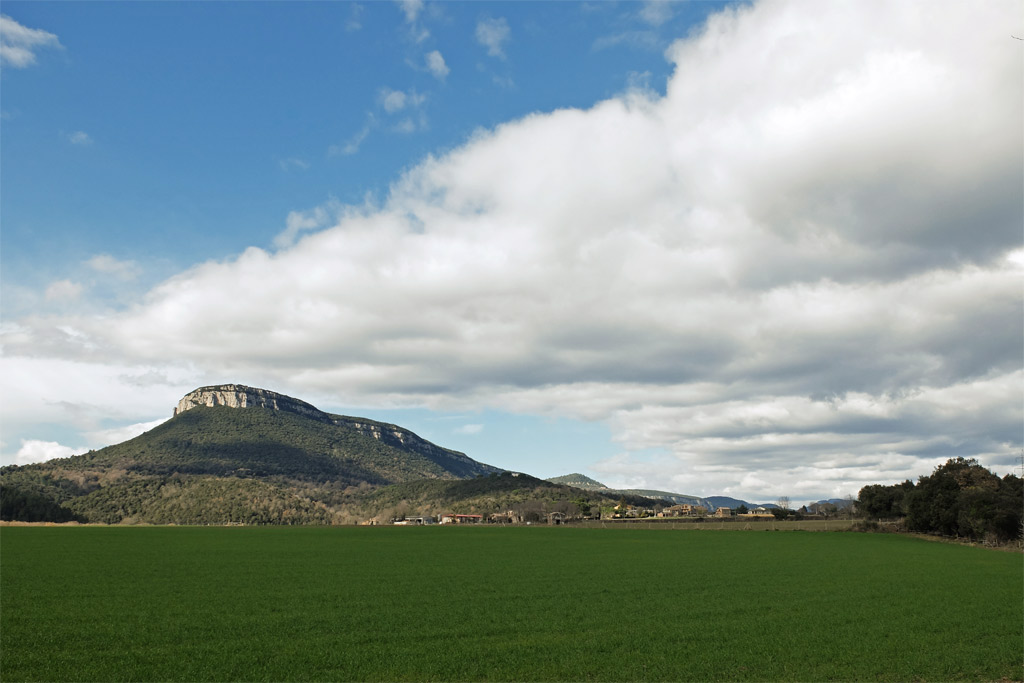
Els cingles de Sant Roc.

### Antiguitat
Les traces més antigues de poblament humà a Amer es troben als cingles de Sant Roc, a l'extrem nord-est del municipi. En una cavitat coneguda amb el nom de Balma de la Xemeneia ha estat localitzat un jaciment del Paleolític superior on s'han exhumat restes d'indústria lítica i de fauna. A l'altre vessant, i més concretament en el desconegut però alhora prolífer jaciment Neolític del Puig de les Sorres és on apareixen altres restes més contemporànies en edat de la mateixa època també es coneixen restes en antigues col·leccions privades procedents d'altres zones de la localitat d'Amer. També cal destacar la presència de diferents estrucrutres dolmèniques pràcticament arrasades. Seguint amb el llistat de jaciments arqueològics, al Cau Negre de Sant Roc, l'any 1981 hom hi excavà el que semblaven les restes d'una incineració del Bronze Final (1200-650 aC).
De l'època ibèrica es troben importants vestigis al cim del Puiggalí, altrement conegut com a Puig Dalí o simplement poblat ibèric d'Amer a llevant del terme, una elevació estratègicament situada entre les valls del Ter, del Llémena i del Brugent, amb un ample domini visual. Diverses recollides de material i alguna estructura encara visible permeten avançar l'existència a l'indret d'un poblat ibèric, però el més interessant és l'existència d'una torre rectangular de 9,70 per 7,75 metres que, a manca d'excavacions arqueològiques, es pot interpretar com una torre romana de vigilància dels segles II-I aC.

### Època romana

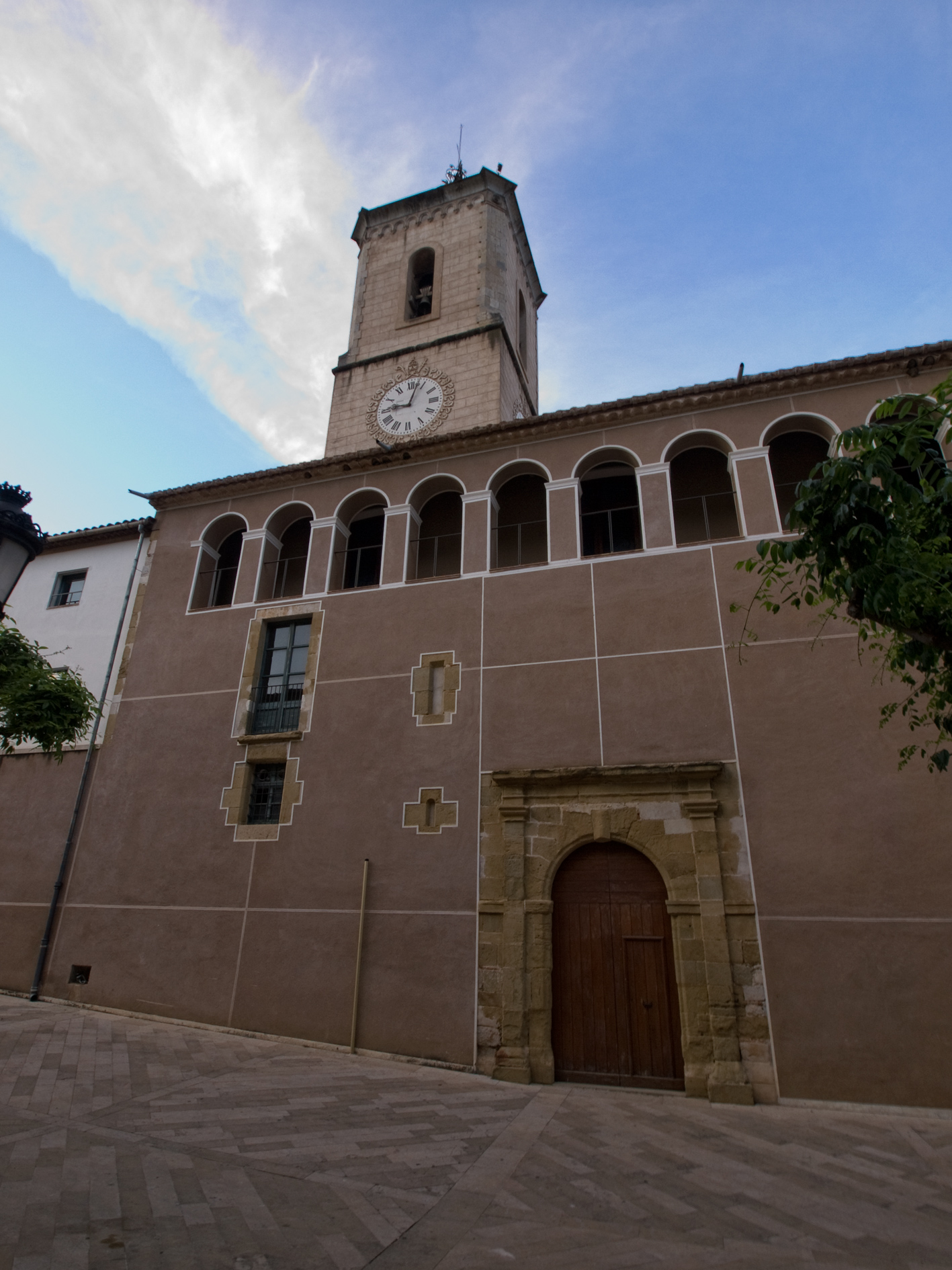
Façana del monestir de Santa Maria d'Amer.

En època romana, el poblament degué ser intens al fons de la vall, seguint el curs del Brugent. Si bé manquen encara troballes concretes i específiques, topònims com els dels importants masos de Gallissà i Palou, documentats ja els anys 949 i 860, respectivament, fan pensar-hi amb certesa, així com la troballa d'enterraments en tegula en el subsòl de l'església de Santa Maria. Aquestes tombes són anteriors a la fundació del monestir, l'any 949, i possiblement també a la de la cel·la de "Santa Maria vora el riu Amera", dependent del monestir de Sant Medir (Sant Gregori, Gironès) i coneguda des de l'any 840.
També es tenen Notícies d'una batalla que va tenir l'exèrcit de Carlemany contra els moros l'any 785 en el Indret de Sant Corneli a la localitat de Sant Climent d'Amer.
Va ser precisament la consagració del monestir de Santa Maria d'Amer, promogut per la mateixa comunitat de Sant Medir, el 9 de novembre de 949, el que va marcar l'evolució històrica de la població durant molts segles. Els dominis del monestir s'estengueren al llarg de l'edat mitjana per tota la vall i més enllà, i l'abat exercí la jurisdicció civil del poble durant tota l'època feudal, essent-ne, per tant, el senyor jurisdiccional.

### Edat mitjana
L'evolució medieval d'Amer és coneguda per diversos fets ben significatius, i els segles XII a XIV se'ns presenten com una etapa de gran activitat. En primer lloc, ja es té notícia de l'existència d'un mercat des del segle xii, el mateix moment en què es reformà i s'amplià el mateix conjunt monàstic. Es consagrà, també, l'església parroquial de Sant Miquel, avui desapareguda. Fora del nucli, prengueren forma les parròquies de Sant Agustí de Lloret Salvatge i Sant Genís Sacosta, i també es té notícia de la capella de Sant Marçal. El castell d'Estela vigilava el terme des del cim de la carena que, al sud-oest de la vila, separa les valls del Ter i del Brugent, i a Sant Climent, la família Roca-salva, pertanyent a la petita noblesa, hi bastí la seva casa forta.
Al segle xiii l'abat d'Amer obtingué privilegi de notaria (1228) i de justícia (1237), però les càrregues feudals que suportava la població motivaren un cert despoblament, que no cessà fins que, l'any 1335, l'abat renuncià als mals usos sobre la població remença del terme. La recuperació que seguí a aquesta mesura, tanmateix, s'acabà sobtadament, colpejada primer pels fortíssims terratrèmols de 1427 i després pels greus conflictes remences, dels quals Amer en fou escenari privilegiat.
El 15 de març de 1427, una sèrie de terratrèmols va destruir bona part del complex monàstic (el claustre, per exemple, desapareixeria per sempre), l'església de Sant Miquel i una vuitantena de cases del poble, sense comptar els estralls esparsos arreu del terme. La recuperació va ser lenta, i més tenint en compte el context de crisi general que afectà tot el país en aquells moments finals de l'edat mitjana i les diverses pestes que se succeïren, entre les quals en destaca una d'esdevinguda l'any 1483.
Les guerres remences, que afectaren amb força aquests encontorns, afegiren un nou factor de crisi. Amer, tanmateix, tingué un paper important en la resolució del conflicte, ja que primer fou escenari de diverses reunions dels pagesos revoltats, i després a dues bandes amb els representants del rei Ferran el Catòlic. El procés culminà amb el compromís d'arbitratge del monarca en el conflicte en una reunió mantinguda a la vila el 8 de novembre de 1485, que obrí la porta a la resolució definitiva de la revolta l'any següent.

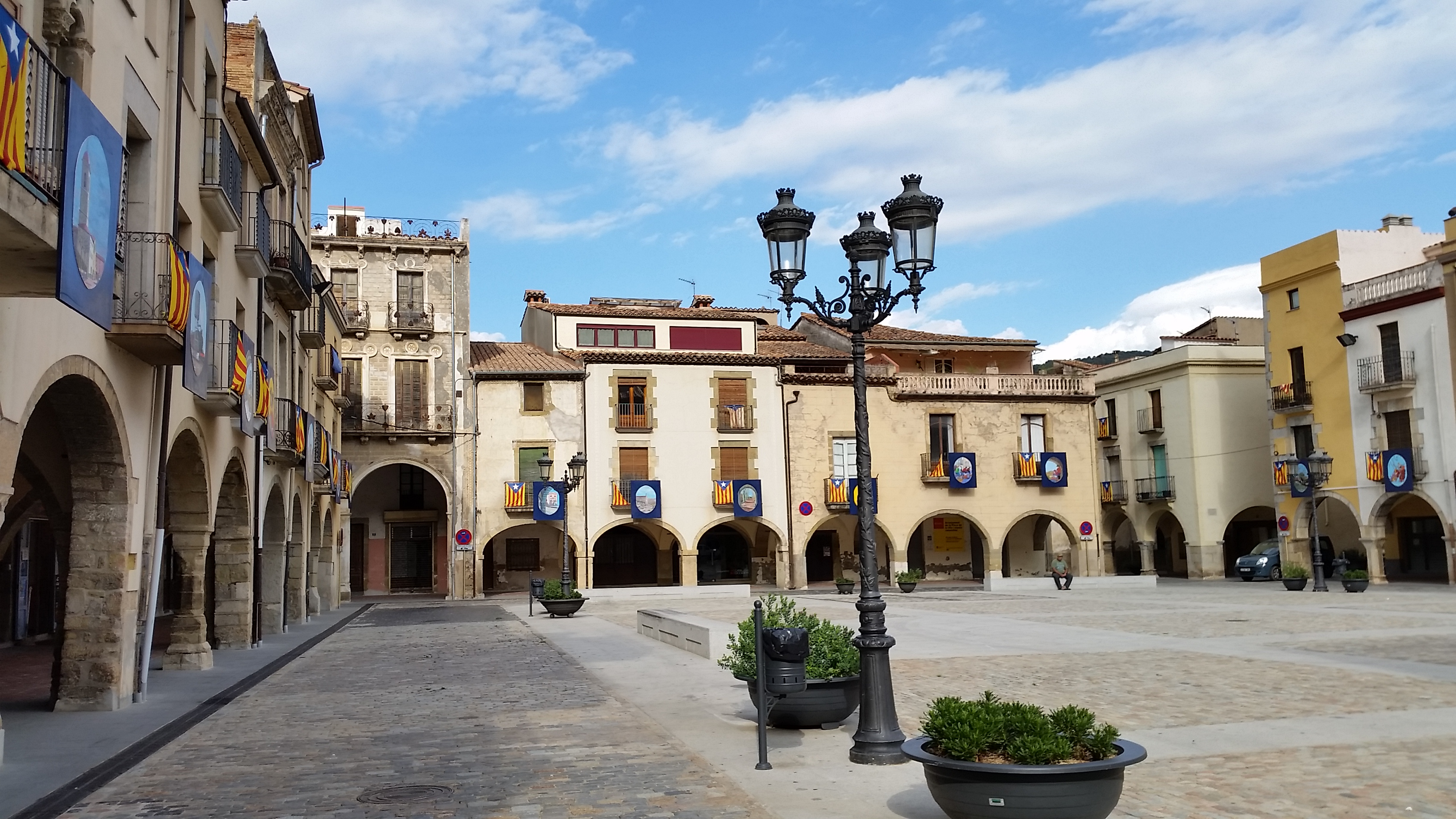
Plaça de la Vila

Aquests anys també foren importants de cara a la reestructuració de l'administració local d'Amer. L'any 1461 el príncep Carles de Viana atorgà a la vila el privilegi de nomenar dos cònsols i sis consellers, i altres tants per a la vall i el terme. El 1481 el rei Joan II hi afegí els drets de taverna, fleca, tall de carns, pa, pastat, peix, cansalada i civada. Finalment, el 1493, el rei Ferran II concedí a Amer el privilegi de nomenar batlle amb bastó reial, assistit per un jutge, un escrivà i un agutzil. El primer batlle fou Antoni Concs, però això encetà un conflicte amb la ciutat de Girona (que pretenia conservar la jurisdicció sobre Amer obtinguda unes dècades abans, en plena crisi), que no es va resoldre fins al 1512.

### Edat moderna
El segle xvi va veure com el procés de recuperació i reconstrucció es consolidava, i tornà una normalitat que no fou estroncada fins a la Guerra dels Segadors. L'any 1640, Amer ja fou l'escenari d'una de les primeres batalles de la contesa entre els revoltats i els "tercios", als quals es negà, amb èxit, l'entrada i allotjament al poble pocs dies després d'esclatar la revolta a Santa Coloma i Riudarenes. Una de les principals conseqüències d'aquest conflicte, que s'allargà fins al 1659 i en el qual Amer oferí una important resistència a les tropes castellanes, fou la destrucció de l'església parroquial de Sant Miquel, que ja no fou reconstruïda. Les funcions parroquials passaren llavors a l'església del monestir i el solar de l'antic temple es va convertir, fins avui, en una plaça. La guerra contra França de 1690-1697 també afectà molt seriosament la vila, que fou saquejada i incendiada, de tal manera que va caldre un nou procés de reconstrucció en els anys immediatament posteriors.
El segle xviii, en canvi, fou tranquil i els grans conflictes sembla que van afectar el poble de manera molt lleu. Aquest segle, de fet, és conegut a Amer per diverses obres de relleu. Fou ara quan la plaça de la Vila adquirí la seva fesomia definitiva i quan s'ampliaren les estances del monestir i es reformà l'església, que s'enriquí La costa de Santa Brígida, amb l'ermita al cim Cingles de la Barroca amb diversos altars i retaules d'estil barroc, rococó i neoclàssic. Però on la prosperitat del segle xviii queda més clarament reflectida és en el nombre d'habitants del terme, que passà de 515 l'any 1718 a 1498 l'any 1787. Aquesta població, a grans trets, es va mantenir durant les dècades subsegüents, donat que la Guerra del Francès (1808-1814) tampoc va afectar especialment la vila.

### Edat contemporània

#### Seglexix

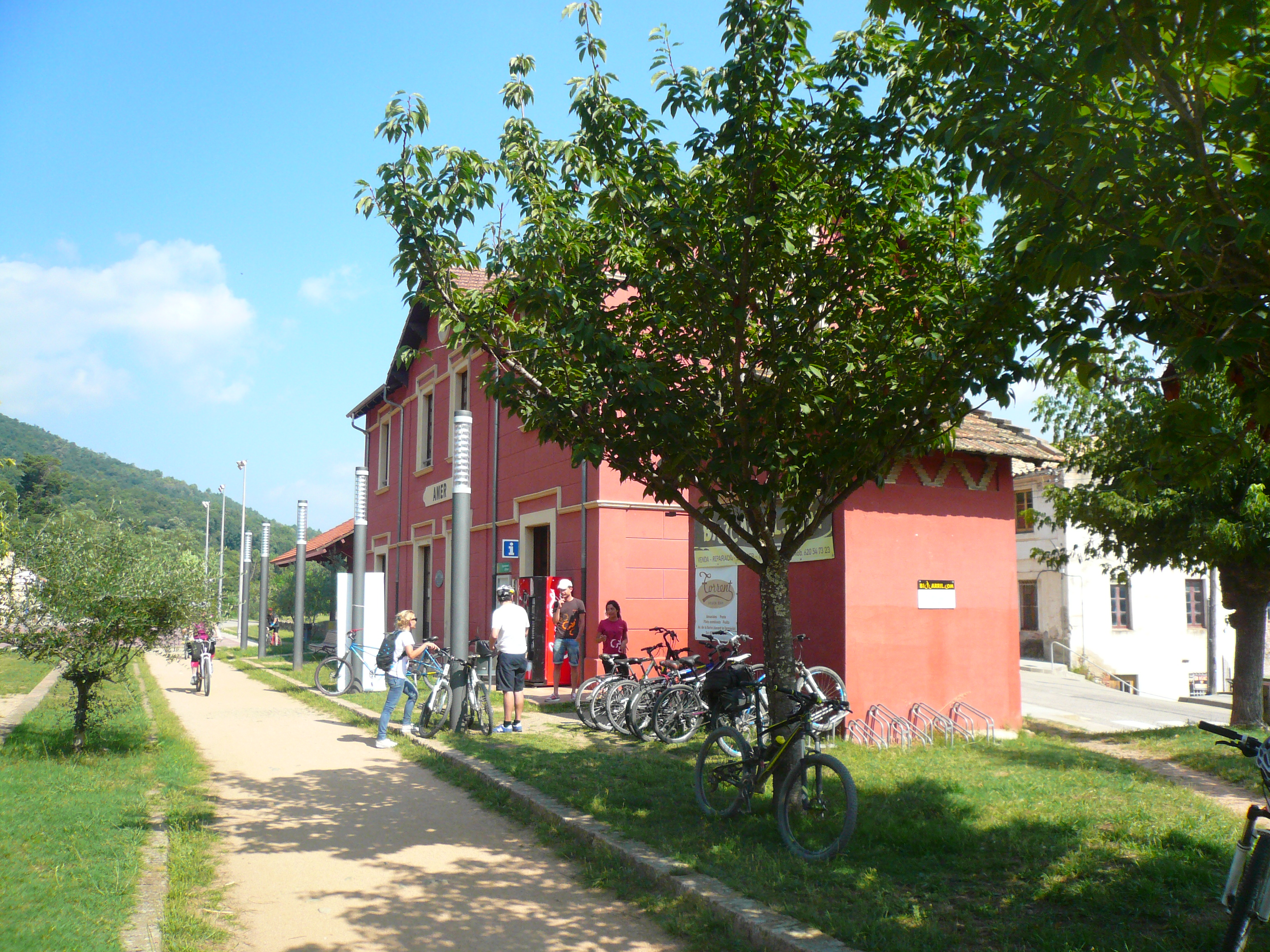
Via verda del Carrilet

L'any 1835 es produí l'exclaustració del monestir i l'abolició definitiva dels poder feudals que mantenia sobre el terme, un fet que va canviar radicalment la vida d'Amer, que es va haver d'adaptar als nous temps. La momentània recessió que es produí a les dècades centrals del segle xix, a més, vingué acompanyada de l'ocupació carlina de la població durant la Guerra dels Matiners (1848-1849), en què Amer fou durant un temps centre d'operacions de les tropes carlines, comandades pel general Cabrera, fins que foren derrotades a la batalla del Pasteral, esdevinguda el 26 de gener de 1849.
Malgrat tot, l'empenta econòmica i demogràfica que havia començat al segle xviii va permetre contrarestar perfectament aquests successos a Amer, que (amb Sant Julià del Llor inclòs) l'any 1860 ja tenia 3005 habitants. La prosperitat de l'agricultura va convertir el mercat d'Amer en un dels més importants de la rodalia, i va anar acompanyada ben aviat per una incipient industrialització. El procés es va accelerar a partir de 1894 amb l'arribada de la línia de ferrocarril Girona-Olot, de la qual l'estació d'Amer en fou una de les més actives i importants, ja que comptava també amb un taller de reparació de vagons i màquines.

#### Segles XX i XXI
Una de les activitats afavorides per l'arribada del tren va ser la creació d'un balneari a la Font Picant, que va ser declarat d'utilitat pública l'any 1903, gràcies a les propietats de la seva aigua carbònica. L'hotel "Amer Palatín", bastit l'any 1930, en fou l'edifici més notable, però tot el conjunt va desaparèixer després de la Guerra Civil, amb la decadència generalitzada de l'ús dels balnearis. Es va mantenir i potenciar, tanmateix, la planta embotelladora d'aigua, que va canviar el nom pel de "Fonter", i que encara avui és ben activa.
El setembre de l'any 1926 Hi hagueren unes fortes riuades, conegudes a Catalunya com aiguats de Sant Ramon. Aquestes a Amer no ocasionaren víctimes mortals, però si unes destrosses importants, enduent-se els ponts i modificant sensiblement la llera del riu Brugent. Riu avall ja en el ter va afectar Girona. Aquest fet va ser fotografiat per Valentí Fargnoli i Anneta.
Amer també participà en els importants canvis polítics esdevinguts als anys 30: les eleccions de 1931, que comportaren la proclamació de la Segona República, foren guanyades a Amer per Esquerra Republicana de Catalunya per àmplia majoria (80,5%), i la mateixa força política, tot i que de manera més mitigada, fou predominant al llarg dels anys successius. L'esclat de la Guerra Civil comportà la destrucció de bona part del mobiliari litúrgic i de l'arxiu de l'església, i la mort d'alguns amerencs al front, encara que la població es deslliurà de ser bombardejada. La postguerra i la repressió, com a tot arreu, també s'hi feren sentir: l'any 1940 31 persones (el 0.9% de la població) foren empresonades per motius polítics.
Sota la llarga alcaldia de Narcís Junquera i Rigau (1939-1973) començaren a produir-se les transformacions de la segona meitat del segle xx que, com a tot arreu, canviaren definitivament la fesomia del terme, la població del qual anà augmentant, encara que d'una manera moderada. La industrialització, si bé no excessiva, provocà l'arribada de fàbriques i empreses a la zona baixa de la vall, a banda i banda de la carretera, en un procés que, sobretot, s'accelerà a partir dels anys.
Entre les indústries sorgides a Amer en aquests moments destaquen les tèxtils i les de productes farmacèutics. La consolidació de l'eix Girona-Olot per carretera i l'auge del transport privat van comportar, a més, la crisi i el tancament, l'any 1969, de la línia del ferrocarril que feia més de setanta anys que funcionava i que tant havia influït en l'Amer de les primeres dècades del segle.

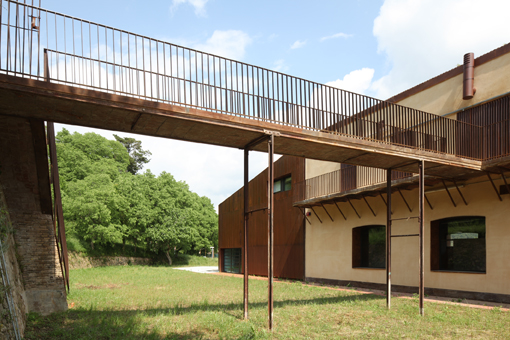
Parc de Bombers, en els antics tallers del Carrilet.

Paral·lelament, les grans transformacions al món agrari comportaren l'abandó de les petites explotacions rurals tradicionals tant del pla com, sobretot, de la muntanya, i els amerencs passaren a treballar en massa al sector industrial o de serveis. Així, el poblament del terme s'anà concentrant al nucli urbà, i els diversos veïnats i agregats, llevat dels més propers a la carretera, van iniciar un acusadíssim procés de despoblament, culminat els darrers vint anys. L'excepció fou la construcció de la Colònia de la Hidroelèctrica als anys 60, una urbanització ubicada al sud del terme, ben planificada, creada per allotjar personal que treballava a la presa de Susqueda.
L'expansió del nucli urbà que han comportat tots aquests canvis s'ha concentrat, sobretot, a banda i banda de la carretera i també cap a l'altra riba del Brugent, a la zona coneguda com a Solivent, en una urbanització endegada l'any 1979 i avui en ple funcionament. Aquesta darrera etapa històrica ha vist també l'aparició a Amer de diversos serveis i equipaments, dels quals l'Institut d'Ensenyament Secundari en fou dels pioners. Inaugurat l'any 1966 com a CLA (col·legi lliure adoptat) dependent de l'Institut Montsacopa d'Olot, esdevingué definitivament institut l'any 1980. Els anys 80 veieren també la regularització del polígon industrial i l'inici d'arranjament del nucli urbà, especialment els entorns del monestir, treballs que foren enllestits al llarg de la dècada següent. La Plaça de la Vila es va pavimentar segons el projecte de Carles Bosch, Joan Lluís Frigola, Francesc Hereu i Joaquim Espanyol. Amb la recuperació de l'antiga línia del Carrilet Olot-Girona como via verda es va reformar l'antiga estació i en el seu entorn s'ubicaren varis equipaments com el Parc de Bombers, que ocupen els antics tallers ferroviaris reformats per Mizien arquitectura, el Poliesportiu Municipal i el Centre de Salut. En aquesta zona del Nord de la vila, s'ubiquen també les instal·lacions de l'empresa farmacèutica biotecnològica Hipra i el polígon industrial del Rieral.
Des de les primeres eleccions democràtiques, l'any 1979, el govern municipal d'Amer anà a càrrec de la llista local de la coalició Convergència i Unió. Sota el govern de Josep Puigdemont, Sant Julià del Llor i Bonmatí, que fins aleshores havien format part d'Amer, es constituïren en municipi independent. L'any 1999, les urnes donaren per primer cop la victòria a una llista independent, encapçalada per Joan Güell i Panosa. El va succeir a l'alcaldia Xavier Targa (ERC). El 2011 va accedir a l'alcaldia Alba Serra (CiU), la primera dona alcaldessa d'Amer. Per renúncia de Serra a l'alcaldia, hi accedeix el 2013 Albert Plana, fins a les eleccions municipals de maig de 2015, en què CiU torna a guanyar l'alcaldia que actualment ocupa M. Rosa Vila.

## Geografia
- Llista de topònims d'Amer (Orografia: muntanyes, serres, collades, indrets..; hidrografia: rius, fonts...; edificis: cases, masies, esglésies, etc).

| Entitat de població       | Habitants (2024) |
| Amer                      | 2.075            |
| Solivent                  | 182              |
| la Costa de Santa Brígida | 57               |
| Sant Climent d'Amer       | 41               |
| Palou                     | 28               |
| la Jonquera               | 19               |
| el Mont                   | 11               |
| el Colomer                | 5                |
| Lloret Salvatge           | 3                |
| Sant Genís                | 0                |
| Font: Idescat             |                  |

El terme municipal d'Amer, de 40,05 km², limita al sud amb els municipis de Sant Julià del Llor i Bonmatí i de la Cellera de Ter, a ponent amb el de Susqueda, a llevant amb el municipi gironí de Sant Martí de Llémena i al nord amb els municipis de Sant Aniol de Finestres i les Planes d'Hostoles, pertanyents a la comarca de la Garrotxa. S'estén per la vall baixa del riu Brugent, que en entrar a la Selva forma la vall d'Amer, d'acusat caràcter volcànic, entre els darrers contraforts de les Guilleries (els vessants orientals del pla de Sant Martí Sacalm) i un sector molt planer obert vers la depressió gironina, fins a la desembocadura al Ter, aigua avall del pantà del Pasteral, les aigües del qual són en una bona part dins el municipi d'Amer i subministren l'aigua potable a la ciutat de Girona. El territori és en bona part muntanyós, especialment al nord i a ponent, cobert de boscos de castanyers, alzinars i pins. Hi abunden les fonts d'aigua mineral.
El terme comprèn la vila i cap de municipi d'Amer, els veïnats del Colomer, la Costa de Santa Brígida, la Jonquera, Lloret Salvatge, el Mont, Palou, Sant Climent d'Amer i Sant Genís Sacosta i les urbanitzacions de Solivent i la Colònia de la Hidroelèctrica. Fins al 1983, data en què es constituïren en municipi independent, també en formaven part com a agregats els pobles de Bonmatí i Sant Julià de Llor.

## Vies de comunicació

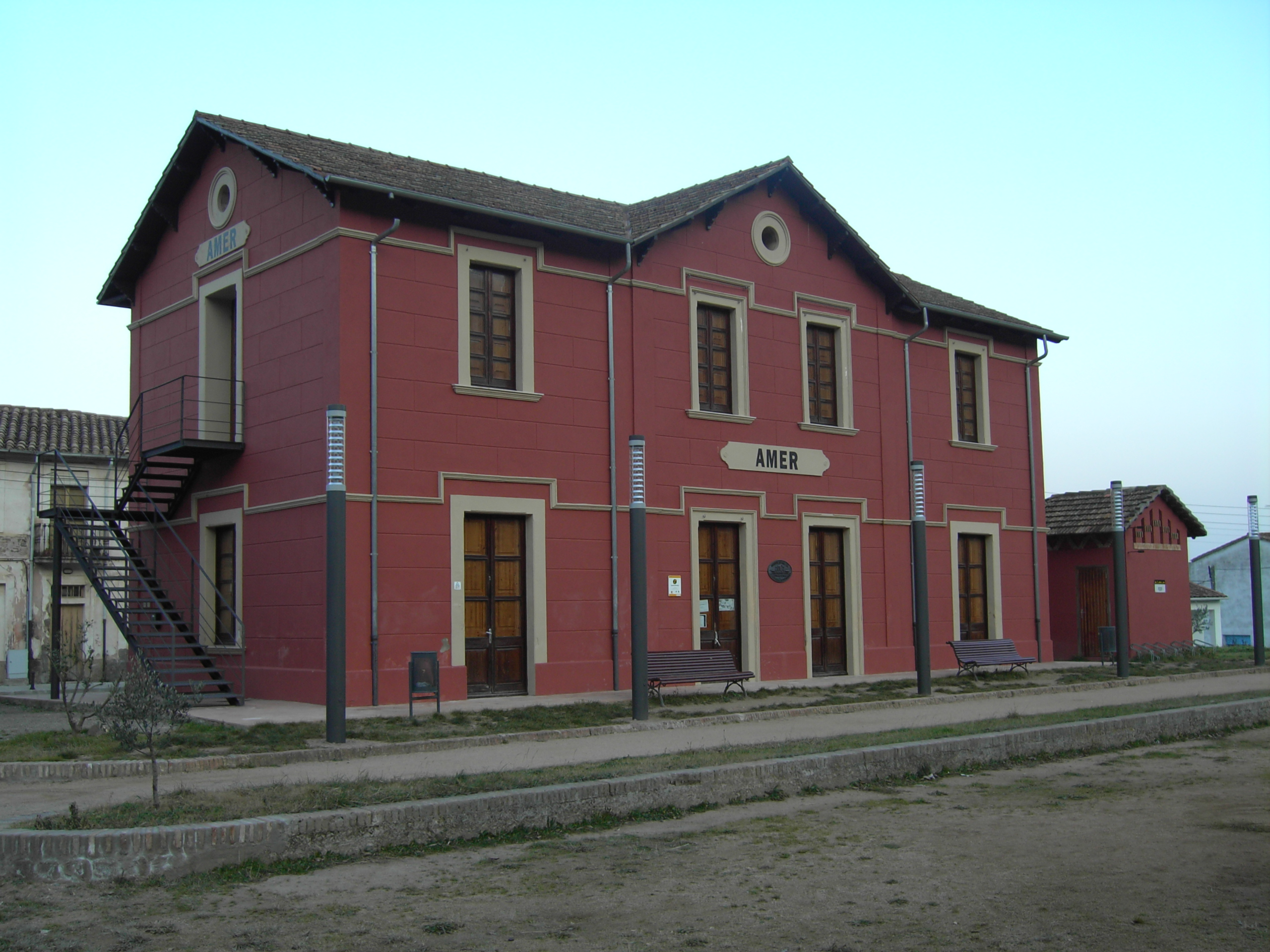
Estació de l'antiga línia Girona-Olot

La principal via de comunicació és la carretera C-63 procedent de Lloret de Mar i en direcció a terres olotines, que travessa el terme de sud a nord-oest. Paral·lel a aquesta carretera corria el ferrocarril de Girona a Olot, que funcionà entre el 1895 i el 1969. Una antiga pista de muntanya que ha estat condicionada mena a Sant Martí Sacalm i diversos camins veïnals uneixen masies i agregats.
Antigament hi havia dos camins rals que unien Amer amb Girona, un a cada banda del riu Ter. El de la riba dreta (per Anglès) també era conegut com a via moneria, i tenia diversos obstacles importants. El de la riba esquerra (per Sant Gregori i Sant Julià del Llor) era menys dificultós.

### Clima
El règim de pluges es produeix bàsicament durant la primavera, tot i que durant la tardor també es detecta un increment de les precipitacions. Al llarg del mesos d'estiu (juny - juliol) es produeix un període de sequera. Les temperatures mitjanes anuals oscil·len entre els 9 °C durant l'hivern i els 22 °C a l'època més càlida. Els mesos en què es donen les màximes temperatures són el juny i l'agost, amb 32,9 °C i 34,8 °C respectivament. I els que representen unes temperatures mitjanes mínimes són el gener i el febrer, amb -6,2 °C i -5,4 °C.
La humitat relativa mitjana que presenta Amer és relativament elevada al llarg de l'any, amb uns valors d'entre el 70 i 80% durant els períodes més freds (tardor i hivern). El vent és un altre factor que condiciona la climatologia d'Amer, la mitjana mensual de la velocitat del vent va disminuint, des del gener amb el valor més elevat (2,3 m/s), al desembre (1,2 m/s). Les direccions dominants del vent són SE i NO.

## Demografia
| 1497 | 1515 | 1553 | 1787  | 1887  | 1900  | 1920  | 1950  | 1970  | 2010  | 2024  |
| 71   | 145  | 134  | 1.498 | 2.705 | 2.688 | 3.277 | 3.316 | 3.631 | 2.306 | 2.415 |

El 1553 incorpora Lloret de la Muntanya i Sant Genís Sacosta; el 1857, la Jonquera, Sant Climent d'Amer i Sant Julià del Llor i Bonmatí que es desagrega el 1983.

## Fills il·lustres
- Josep Maria de Porcioles i Colomer (1904 - 1993), alcalde de Barcelona (1957-1973).
- Pere Buxó i Domènech (1916 - 1998); músic, pianista i compositor de sardanes.[12]
- Pere Fontàs i Puig (1932 - 2002), compositor de sardanes.
- Ferran Sarsanedas i Soler (1997), futbolista.

### Terra de presidents
Dos presidents de la Generalitat han nascut a Amer, i altres cinc hi van estar vinculats com a abats del monestir de Santa Maria d'Amer:
- Arnau Descolomer (Amer, ? - ?, 1410), 10è president de la Generalitat (1384-1389).
- Dalmau de Cartellà i Despou (?, segle xiv - Ripoll, 1439), abat de Santa Maria d'Amer (1404-1409) i 16è president de la Generalitat (1422-1425).
- Francesc Giginta (Perpinyà, segle xvi - ?, 1579), abat de Santa Maria d'Amer (1536-1579) i 68è president de la Generalitat (1566-1568).
- Miquel d'Alentorn i de Salbà, abat de Santa Maria d'Amer i de Roses (1621-1639) i 93è president de la Generalitat (1635-1638).
- Andreu Pont (Oceja, 1606 - Perpinyà, 1653), abat de Santa Maria d'Amer i de Roses (1643-1653) i 98è president de la Generalitat (1640-1643).
- Josep Sastre i Prats (?, segle XVII - ?, segle xvii), abat de Santa Maria d'Amer i de Roses (1660-1668) i 109è president de la Generalitat (1680-1683).
- Carles Puigdemont i Casamajó (Amer, 1962), alcalde de Girona i 130è president de la Generalitat des del 12 de gener del 2016 fins al 27 d'octubre de 2017, dia en què va declarar la independència de Catalunya i es va suspendre l'autonomia.

## Agermanaments
Amer manté una relació d'agermanament amb les següents localitats:
- Malaunay, França

## Llocs d'interès
- La vila vella d'Amer
- L'ermita de Santa Brígida

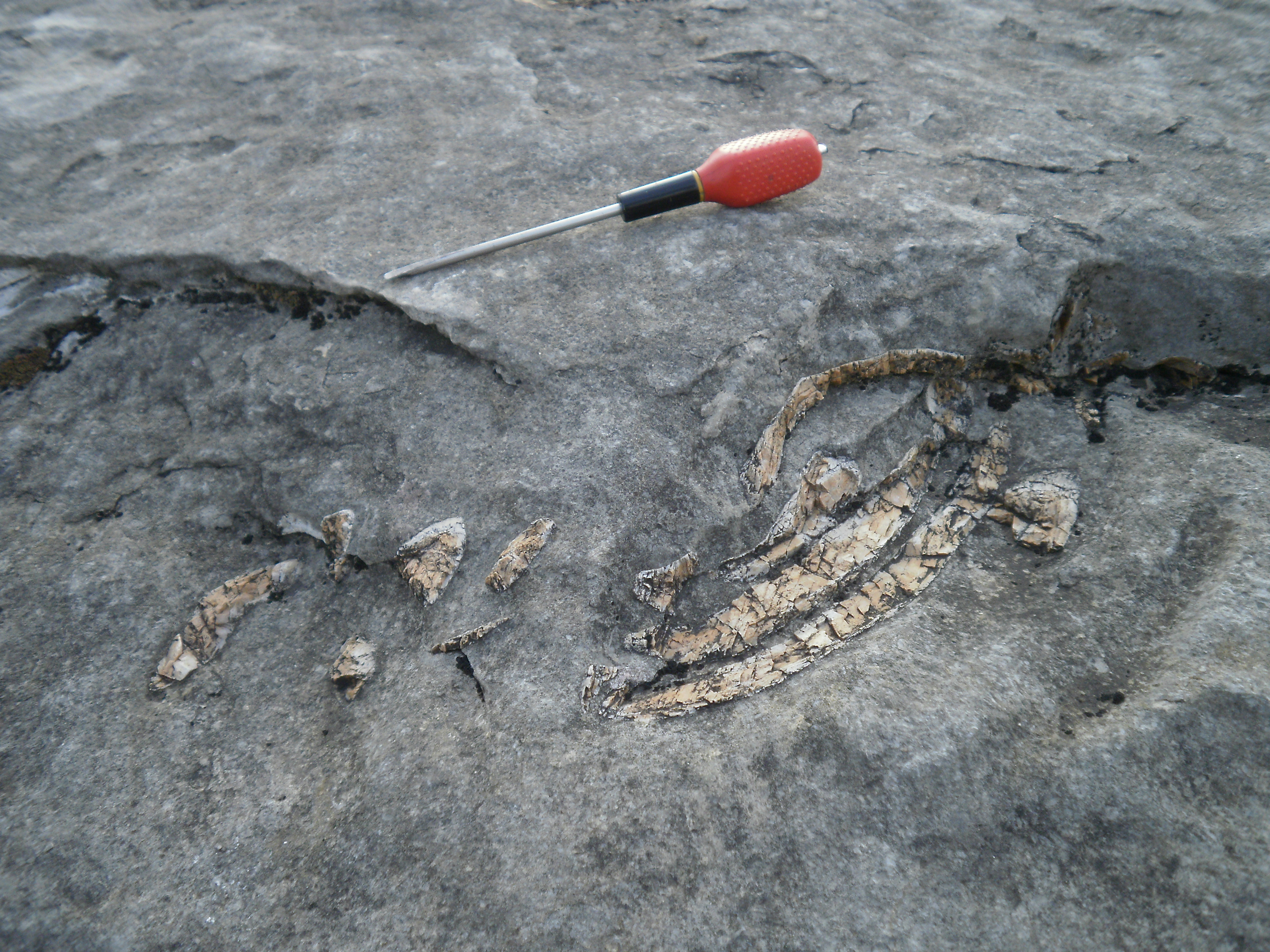
Restes fòssils del Sireni de Santa Brígida d'Amer. Situades en les coordenades UTM 31N, dàtum ETRS89: E(X) 467.767 / N(Y) 4.652.171 / H (Z) 450 metres.

- El Museu Etnològic d'Amer, col·lecció Lluís Sidera i Pujolràs.[14]
- Les restes fòssils del sireni de Santa Brígida.[15] Aquestes restes fòssils de sireni van ser descobertes el 2016 per Raimon Fuentes Buxó (geòleg, paleontòleg i arqueòleg) i Alex Fuentes Buxó (geòleg i arxiver), són les més antigues d'Europa Occidental i estan datades en l'eocè mitja (Lutecià, SBZ-14). Són incloses en l'Inventari del patrimoni arqueològic i paleontològic de Catalunya (IPAPC) dins de la Llista de jaciments paleontològics de Catalunya amb el codi IPAPC-21930. Tenen un alt valor patrimonial i un elevat interès científic, acadèmic, divulgatiu a tots els nivells i són un element turístic de referència a destacar. Actualment resten a la intempèrie sense excavar, i no hi ha plans immediats d'actuacions al respecte, situades a 30 metres de l'ermita de Santa Brígida perquè tothom qui vulgui les pugui visitar. Les restes trobades a Santa Brígida amplien el registre fòssil dels sirenis de l'Eocè del nord-est de Catalunya amb un nou jaciment.

## Fets rellevants
- El 18 de juny de 2022 es va proclamar "territori alliberat" d'Espanya i municipi de la República Catalana. Fou un acte simbòlic.[16]